# Schweizer Alpine Skimeisterschaften 2006
Die Schweizer Alpinen Skimeisterschaften 2006 fanden vom 22. bis 26. März 2006 in St. Moritz statt.

## Herren

### Abfahrt
| Platz | Name                           | Zeit        |
| ----- | ------------------------------ | ----------- |
| 01    | Didier Cuche                   | 1:32,94 min |
| 02    | Didier Défago                  | 1:33,16 min |
| 03    | Marco Büchel (LIE)             | 1:33,66 min |
| 04    | Tobias Grünenfelder            | 1:33,86 min |
| 05    | Bruno Kernen                   | 1:33,88 min |
| 06    | Sébastien Fournier-Bidoz (FRA) | 1:34,20 min |
| 07    | Jürg Grünenfelder              | 1:34,25 min |
| 08    | Ralf Kreuzer                   | 1:34,27 min |
| 09    | Andreas Nadig                  | 1:34,47 min |
| 10    | Michael Bonetti                | 1:34,54 min |

Datum: 22. März 2006

### Super-G
| Platz | Name                | Zeit        |
| ----- | ------------------- | ----------- |
| 01    | Tobias Grünenfelder | 1:19,92 min |
| 02    | Didier Cuche        | 1:20,00 min |
| 03    | Ralf Kreuzer        | 1:20,25 min |
| 04    | Marco Büchel (LIE)  | 1:20,29 min |
| 05    | Bruno Kernen        | 1:20,33 min |
| 06    | Daniel Albrecht     | 1:20,37 min |
| 07    | Silvan Zurbriggen   | 1:20,62 min |
| 08    | Jürg Grünenfelder   | 1:20,75 min |
| 09    | Cornel Züger        | 1:21,02 min |
| 10    | Bernhard Matti      | 1:21,07 min |

Datum: 23. März 2006

### Riesenslalom
| Platz | Name                | Zeit        |
| ----- | ------------------- | ----------- |
| 01    | Marc Gini           | 2:29,58 min |
| 02    | Marc Berthod        | 2:30,79 min |
| 03    | Tobias Grünenfelder | 2:30,97 min |
| 04    | Didier Cuche        | 2:31,22 min |
| 05    | Wolfgang Hörl       | 2:31,38 min |
| 06    | Sandro Viletta      | 2:31,49 min |
| 07    | Bernhard Matti      | 2:31,50 min |
| 08    | Carlo Janka         | 2:31,56 min |
| 09    | Ralf Kreuzer        | 2:31,74 min |
| 10    | Didier Défago       | 2:31,76 min |

Datum: 25. März 2006

### Slalom
| Platz | Name                  | Zeit        |
| ----- | --------------------- | ----------- |
| 01    | Marc Gini             | 1:26,95 min |
| 02    | Marc Berthod          | 1:27,26 min |
| 03    | Martin Marinac (AUT)  | 1:27,51 min |
| 04    | Sandro Viletta        | 1:27,65 min |
| 05    | Kurt Engl (AUT)       | 1:27,93 min |
| 06    | Urs Imboden (MDA)     | 1:28,01 min |
| 07    | Patrick Bechter (AUT) | 1:28,02 min |
| 08    | Beat Feuz             | 1:28,11 min |
| 09    | Jono Brauer (AUS)     | 1:28,13 min |
| 10    | Wolfgang Hörl (AUT)   | 1:28,17 min |

Datum: 26. März 2006

### Kombination
| Platz | Name         |
| ----- | ------------ |
| 01    | Marc Berthod |
| 02    | Beat Feuz    |
| 03    | Carlo Janka  |

## Damen

### Abfahrt
| Platz | Name                 | Zeit        |
| ----- | -------------------- | ----------- |
| 01    | Nadia Styger         | 1:37,49 min |
| 02    | Fränzi Aufdenblatten | 1:38,13 min |
| 03    | Catherine Borghi     | 1:38,35 min |
| 04    | Monika Dumermuth     | 1:38,44 min |
| 05    | Dominique Gisin      | 1:38,59 min |
| 06    | Sylviane Berthod     | 1:38,69 min |
| 07    | Martina Schild       | 1:38,74 min |
| 08    | Andrea Dettling      | 1:38,80 min |
|       | Denise Feierabend    | 1:39,04 min |
| 10    | Karin Hess           | 1:39,18 min |

Datum: 22. März 2006

### Super-G
| Platz | Name                 | Zeit        |
| ----- | -------------------- | ----------- |
| 01    | Nadia Styger         | 1:23,38 min |
| 02    | Fränzi Aufdenblatten | 1:24,40 min |
| 03    | Kathrin Fuhrer       | 1:24,72 min |
| 04    | Dominique Gisin      | 1:24,83 min |
| 05    | Tamara Wolf          | 1:25,28 min |
| 06    | Andrea Dettling      | 1:25,43 min |
| 07    | Monika Dumermuth     | 1:25,45 min |
| 08    | Sylviane Berthod     | 1:25,46 min |
| 09    | Martina Schild       | 1:25,47 min |
| 10    | Karin Hess           | 1:25,56 min |

Datum: 23. März 2006

### Riesenslalom
| Platz | Name                 | Zeit        |
| ----- | -------------------- | ----------- |
| 01    | Tina Weirather (LIE) | 2:03,63 min |
| 02    | Aita Camastral       | 2:03,67 min |
| 03    | Andrea Dettling      | 2:03,82 min |
| 04    | Fränzi Aufdenblatten | 2:03,83 min |
| 05    | Eva-Maria Brem (AUT) | 2:03,84 min |
| 06    | Regina Mader (AUT)   | 2:04,50 min |
| 07    | Chemmy Alcott (GBR)  | 2:04,57 min |
| 08    | Miriam Gmür          | 2:04,58 min |
| 09    | Pascale Berthod      | 2:04,61 min |
| 10    | Sandra Gini          | 2:05,09 min |

Datum: 26. März 2006

### Slalom
| Platz | Name                    | Zeit        |
| ----- | ----------------------- | ----------- |
| 01    | Aita Camastral          | 1:26,16 min |
| 02    | Christina Ammerer (GER) | 1:27,54 min |
| 03    | Jessica Walter (LIE)    | 1:27,75 min |
| 04    | Karen Persyn (BEL)      | 1:27,97 min |
| 05    | Rabea Grand             | 1:28,23 min |
| 06    | Miriam Gmür             | 1:28,24 min |
| 07    | Eva-Maria Brem (AUT)    | 1:28,48 min |
| 08    | Sandra Gini             | 1:28,50 min |
| 09    | Stefanie Köhle (AUT)    | 1:28,56 min |
| 10    | Jessica Pünchera        | 1:28,57 min |

Datum: 25. März 2006

### Kombination
| Platz | Name             |
| ----- | ---------------- |
| 01    | Andrea Dettling  |
| 02    | Miriam Gmür      |
| 03    | Jessica Pünchera |